# Foreigner
Foreigner er et britisk-amerikansk rockband dannet i 1976 i New York.

## Diskografi
- Foreigner (1977)
- Double Vision (1978)
- Head Games (1979)
- 4 (1981)
- Agent Provocateur (1984)
- Inside Information (1987)
- Unusual Heat (1991)
- Mr. Moonlight (1994)
- Can't Slow Down (2009)